# Păltiniș (Caraș-Severin)
Păltiniș é uma comuna romena localizada no distrito de Caraș-Severin, na região de Banato. A comuna possui uma área de 99.97 km² e sua população era de 2561 habitantes segundo o censo de 2007.